# Mensenrechteninstituut
Het Mensenrechteninstituut, voluit het Federaal Instituut voor de bescherming en de bevordering van de rechten van de mens (FIRM) (in het Frans Institut Fédéral pour la protection et la promotion des Droits Humains, IFDH ) is een in 2019 opgerichte Belgische overheidsinstelling die de bescherming en de bevordering van de fundamentele rechten in België tot doel heeft.

## Opdrachten
De wet kent het Mensenrechteninstituut verscheidene opdrachten toe. Zo verstrekt het Mensenrechteninstituut op verzoek of op eigen initiatief adviezen, aanbevelingen en verslagen betreffende alle aangelegenheden die verband houden met de bevordering en de bescherming van de fundamentele rechten aan de federale regering, de Kamer van volksvertegenwoordigers, de Senaat en andere overheidsinstanties. Tevens bevordert het de afstemming van de wetgeving, regelgeving en handelwijzen op de internationale instrumenten met betrekking tot de rechten van de mens waarvan België partij is. Ook volgt het Mensenrechteninstituut de tenuitvoerlegging van de internationale verplichtingen op die door de verschillende Belgische overheden werden aangegaan. Bovendien stimuleert het Mensenrechteninstituut de bekrachtiging van nieuwe internationale mensenrechteninstrumenten voor de bevordering en de bescherming van de fundamentele rechten of de toetreding ertoe en werkt het samen met de Verenigde Naties en de regionale organisaties voor de rechten van de mens.
Het Mensenrechteninstituut bevordert de fundamentele rechten en werkt samen met de in de deelstaten bestaande instanties die zich inzetten voor de bescherming en de bevordering van de rechten van de mens, alsook met de verenigingen van het middenveld die zich toeleggen op de rechten van de mens.
Het Mensenrechteninstituut neemt en bevordert alle initiatieven met het oog op het bewustmaken van de publieke opinie voor de fundamentele rechten, inzonderheid door het verstrekken van informatie en onderricht. Daarvoor kan het een beroep doen op de persorganen en kan het de niet-gouvernementele organisaties voor de verdediging van de fundamentele rechten die aan die doelstelling bijdragen, ondersteunen. Ook kan het Mensenrechteninstituut meewerken aan de uitwerking van programma's voor het onderwijs en het onderzoek inzake de fundamentele rechten en werkt het mee aan de tenuitvoerlegging daarvan in scholen, universiteiten en professionele kringen.
Het Mensenrechteninstituut is bij wet gemachtigd om alle schendingen van de fundamentele rechten aanhangig te maken bij de Raad van State en het Grondwettelijk Hof.

## Inbreuken en klachten
Het Instituut is niet bevoegd om individuele klachten over schendingen te behandelen, en verwijst door naar andere mensenrechteninstellingen:
- Instituut voor de Gelijkheid van Vrouwen en Mannen: voor discriminatie op basis van geslacht, zwangerschap/moederschap, geslachtsverandering, genderuitdrukking/genderidentiteit
- Vlaams Mensenrechteninstituut: alle andere vormen van discriminatie in de context van de Vlaamse bevoegdheden (vb. huisvesting, welzijn, cultuur, onderwijs, sport,...)
- Unia: alle andere vormen van discriminatie in de context van de bevoegdheden van de federale Staat, de Franse Gemeenschap, de Duitstalige Gemeenschap, het Waalse Gewest, het Brusselse Hoofdstedelijk Gewest, de Franse Gemeenschapscommissie of de Gemeenschappelijke Gemeenschapscommissie.

## Organisatie

### Raad van Bestuur
De werking van het Mensenrechteninstituut en de werving van het personeel wordt toevertrouwd aan een raad van bestuur. De Raad van bestuur is samengesteld uit twaalf leden, die worden aangewezen door de Kamer van volksvertegenwoordigers, van wie er maximaal twee derde hetzelfde geslacht hebben en van wie er zes tot de Nederlandse taalrol en zes tot de Franse taalrol behoren. Ten minste één lid moet het bewijs leveren van de kennis van het Duits. De leden worden aangewezen op grond van hun competentie, hun ervaring, hun onafhankelijkheid en hun moreel gezag en komen uit de academische wereld, de gerechtelijke wereld, het maatschappelijk middenveld en de sociale partners.

### Overlegraad
Er is tevens een overlegraad. Dit overlegorgaan heeft de opdracht het van het werk van de verschillende sectorale instanties voor de bevordering en de bescherming van de fundamentele rechten die onder de federale bevoegdheid vallen te faciliteren en een gecoördineerde actie te bewerkstelligen rond de dossiers die onder de bevoegdheid van verschillende van die instanties kunnen vallen. Deze wordt jaarlijks minimaal viermaal samengeroepen. Het mensenrechteninstituut werkt complementair en aanvullend op Unia (Interfederaal Gelijkekansencentrum), Federaal Migratiecentrum (Myria), het Steunpunt tot bestrijding van armoede, bestaansonzekerheid en sociale uitsluiting, de Gegevensbeschermingsautoriteit, het Instituut voor de Gelijkheid van Mannen en Vrouwen en de Nationale Commissie voor de Rechten van het Kind (NCRK).
Op Europees vlak is er samenwerking voorzien met het Europees Netwerk van Nationale Mensenrechteninstellingen (ENNHRI), en op wereldvlak met de Internationale Alliantie van Mensenrechteninstellingen (GANHRI). Het FIRM wil ook voldoen aan de "Principes van Parijs", waaraan mensenrechtenorganisaties volgens de Mensenrechtenraad van de Verenigde Naties moeten voldoen.

### Secretariaat
De dagelijkse activiteiten van het instituut worden uitgevoerd door het secretariaat, onder leiding van directeur Martien Schotsmans. De federale inspectie van financiën becijfert de werkingskosten voor de federale instelling op zo'n 600.000 euro per jaar op basis van de loonkost van 10 personen, werkings- en investeringsmiddelen, de zitpenningen voor de leden van de raad van bestuur en de vergoeding van de overlegraad.

## Leiding
Het instituut wordt geleid door Olivier De Schutter, professor aan de UCLouvain en sinds mei 2020 VN-rapporteur over extreme armoede en mensenrechten. Vice-voorzitter is Eva Brems, professor aan de UGent en voormalig voorzitter van Amnesty International Vlaanderen. Het Instituut is gehuisvest in het FORUM (gebouw van de Kamer van Volksvertegenwoordigers) in Brussel.